# تومپلاواکا
تومپلاواکا (به لاتین: Tumpelawaka) یک منطقهٔ مسکونی در سری‌لانکا است که در استان مرکزی (سری‌لانکا) واقع شده‌است.